# Vítězslav Dvořák
Vítězslav Dvořák (15. prosince 1910 v Brně – 20. října 1944 v Praze) pracoval za protektorátu jako právní úředník na poštovním ředitelství v Praze na Smíchově v Holečkově ulici. Historiky je zařazován mezi levicové odbojáře a charakterizován jako jedna z vůdčích osobností Ústředního vedení odboje domácího (ÚVOD). Spoluzakladatel plzeňské odbojové skupiny "Vašek-Čeněk". Spolupracoval též s parašutisty.

## Práce v odboji
V ilegalitě používal krycí jméno "Čeněk".

### Vazby na sokolskou organizaci

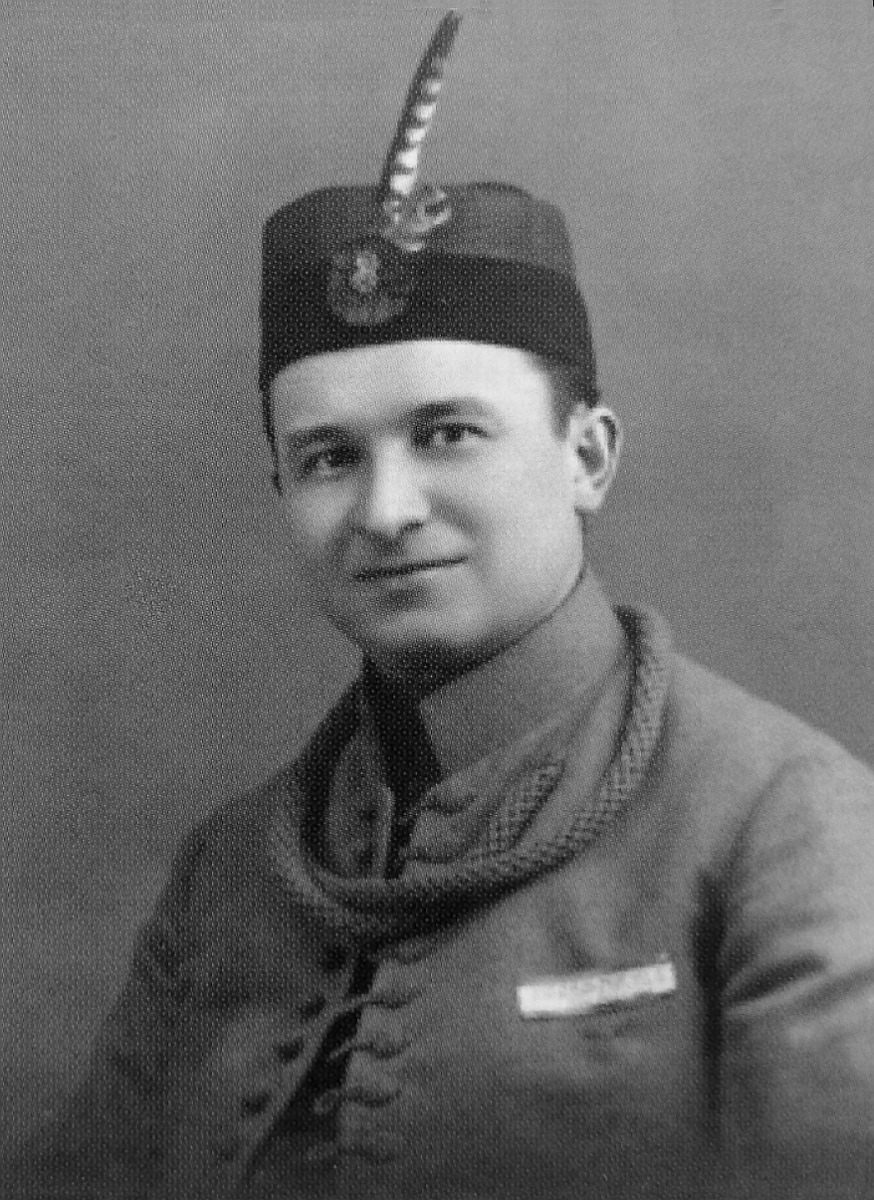
Jaroslav Pechman

Vítězslav Dvořák bydlel se svojí matkou Marií Adlerovou v Praze - Nuslích (Na Jezerce 1197/3, 140 00 Praha 4 – Nusle) a byl aktivním členem Sokola v Praze - Michli. Zdejší tělocvičnou jednotu sokolskou vedl (v Michli bydlící) Jaroslav Pechman, Dvořákův kolega ze zaměstnání (Ředitelství pošt v Holečkově ulici v Praze na Smíchově). Pechmanovým přítelem "na život a na smrt" byl Jan Zelenka-Hajský. Pechman spolupracoval i s Karlem Baxou, starostou Radobyčic, a přes K. Baxu a V. Dvořáka měl napojení na plzeňský ÚVOD respektive na skupinu "Vašek-Čeněk".

### Vazby na Tři krále
Vítězslav Dvořák v odboji mimo jiné koordinoval činnost malých odbojových skupin. Například na jaře 1940 získal radiotelegrafistu Otto Linharta ke spolupráci s legendárními Třemi králi. Později, když se Otto Linhart musel po přepadení jinonického akcízu (4. října 1941) nějaký čas skrývat, zajistil mu Dvořák dočasný úkryt v bytě u své matky paní Marie Adlerové v Nuslích.

### Ilegální časopisy
Dvořák se v odboji zabýval především spoluprací s vydavateli a s distributory ilegálních časopisů V boj, Český kurýr a "Kapitán Nemo". Na poštovním úřadě v Křesomyslově ulici 593/12 v Praze 4, kde pracoval, se mu podařilo vytvořit ilegální organizaci, která oba časopisy (a jiné nelegální tiskoviny) distribuovala.

#### Na Jezerce 1197/3 Praha 4
V letech 1939 až 1940 se v bytě Dvořákovy matky paní Marie Adlerové přepisovala na tiskové blány řada vydávaných ilegálních tiskovin a to včetně týdeníku V boj a nelegálního časopisu Český kurýr. Ve druhé polovině roku 1940 se tu krátce V boj i tiskl.

#### Kobrova ulice
V období od září 1940 až do konce roku 1940 zajišťoval Vítězslav Dvořák spolu s Otto Linhartem (oba spolupracovníci štábního kapitána Josefa Sojky) distribuci vojenské mutace časopisu V boj a ilegálního týdeníku "Kapitán Nemo". Tisklo se nejspíše v dnes již neexistující budově Ředitelství pošt v Kobrově ulici (německy: Kobergasse) v Praze 5 na Smíchově. Přepisování a tisk se uskutečňoval na psacích strojích „Poštovní protiletecké ochrany“. Možná se ale tisklo na Bílé Hoře u klempíře Josefa Líkaře (spolupracovníka Tří králů) nebo tisk pomáhali realizovat lidé z okruhu druhého ilegálního časopisu Český kurýr. Není zcela jasné, kdo časopis V boj v této fázi vyráběl. Uvádění "ilegalisté" Dvořák s Linhartem byli zřejmě jenom distributoři. Členové ilegální organizace Kapitán Nemo byli napojeni přes Václava Morávka na Obranu národa (ON) a přes Václava Sinkuleho na ilegální KSČ. Skupina "Ředitelství pošt" pokračovala v ilegální práci a napojila se na odbojovou skupinu "KOS" (Kázeň - Odvaha - Síla). Skupina KOS byla ale infiltrována konfidenty gestapa ("volavčí síť") a následně pak (v létě roku 1944) ji gestapo zlikvidovalo.

#### Český Kurýr
Vítězslav Dvořák spolu se zřízencem YMCA Josefem Ungerem a středoškolskou profesorkou Marií Hornofovou pomáhali Ing. Miroslavu Satranovi při tiskařské práci na "Českém kurýrovi".

## Přesun do Plzně
Po zatýkání "ilegalistů" v karlínské obchodní akademii v Praze, které proběhlo před koncem roku 1941 se musel Vítězslav Dvořák uchýlit do ilegality a přesunul se z Prahy do Plzně, kde se zapojil do práce pro odboj. Spolu s MUC. Václavem Rusým stál v čele ilegální skupiny "Vašek-Čeněk".

### CANNONBURY
V noci ze soboty na neděli 26. dubna 1942 se uskutečnil plánovaný letecký úder Angličanů (krycí název CANNONBURY) na strategický cil - Plzeňskou Škodovku, která byla za protektorátu nejdůležitějším zbrojním podnikem v říšskoněmeckém koncernu Hermann-Göring-Werke. Letecký úder měl ušetřit životy civilních zaměstnanců a proto byli o útoku předem informováni vedoucí ilegální skupiny "Vašek-Čeněk" MUC. Václav Rusý, JUC. Vítězslav Dvořák-Adler a jejich zástupce Karel Prokop. Členové skupiny (spolu s Václavem Honomichlem, strojníkem Škodovky Tomášem Nágrem, úřednicemi Škodových závodů Milenou Dubskou a Vlastou Koželskou) vyřadili z provozu poplašné sirény a nenápadně varovali zaměstnance Škodovky. Výsledek akce CANNONBURY byl ale žalostný. Bombardéry proletěly v 01.30 hodin několikrát na Plzní, ale ani jedna ze shozených bomb Škodovy závody nezasáhla. Následně byla britská letadla nad Německem napadena a rozptýlena. Ani druhý pokus Angličanů (5. května 1942) nebyl úspěšný.

## Řetězec neblahých událostí
Tato kapitola demonstruje na příkladu Vítězslava Dvořáka a jeho spolupracovníků v protiněmeckém odboji, jaké souhry náhod mnohdy rozhodovaly o jejich zatčení a jaké důsledky mělo nedodržení zásad konspirace při ilegální práci v "podzemí".

### Zatčení Vítězslava Dvořáka

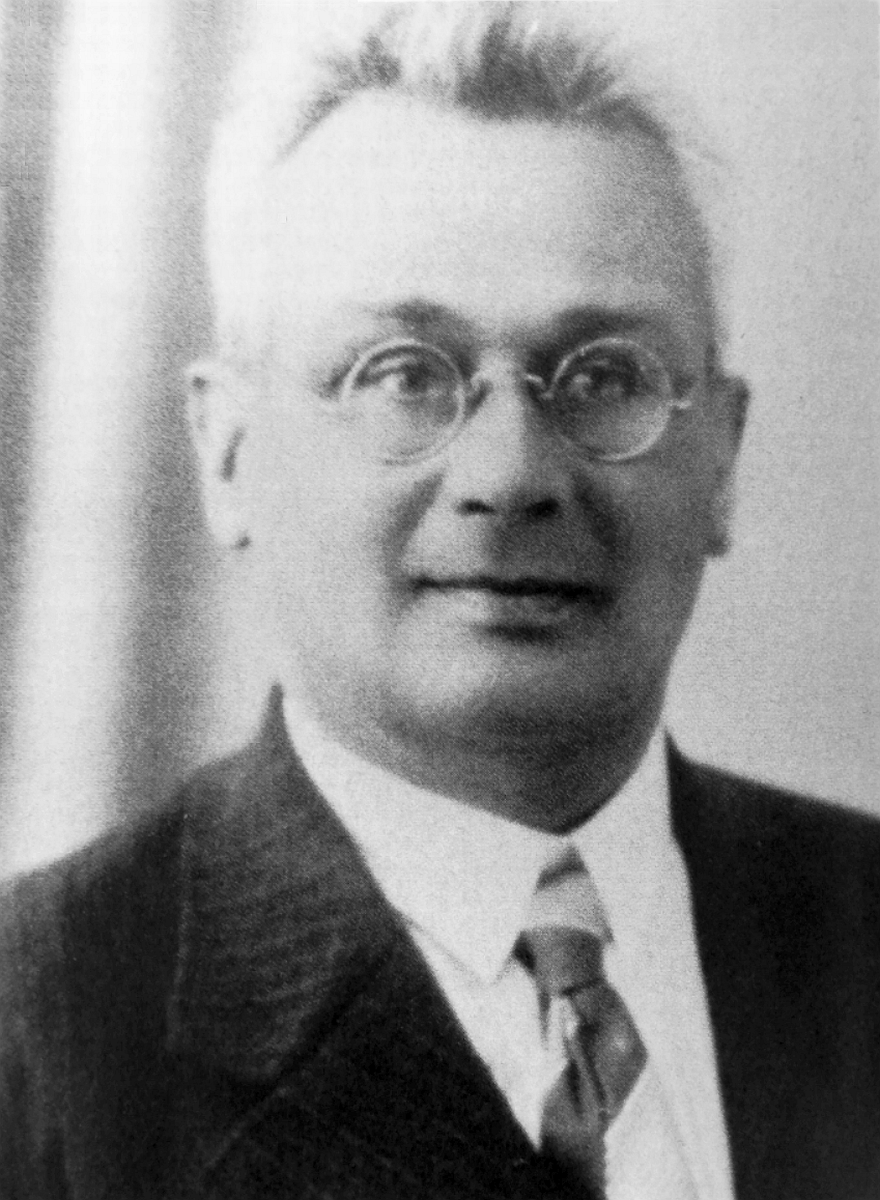
Čeněk Šillinger, majitel pivovaru v Cerhovicích

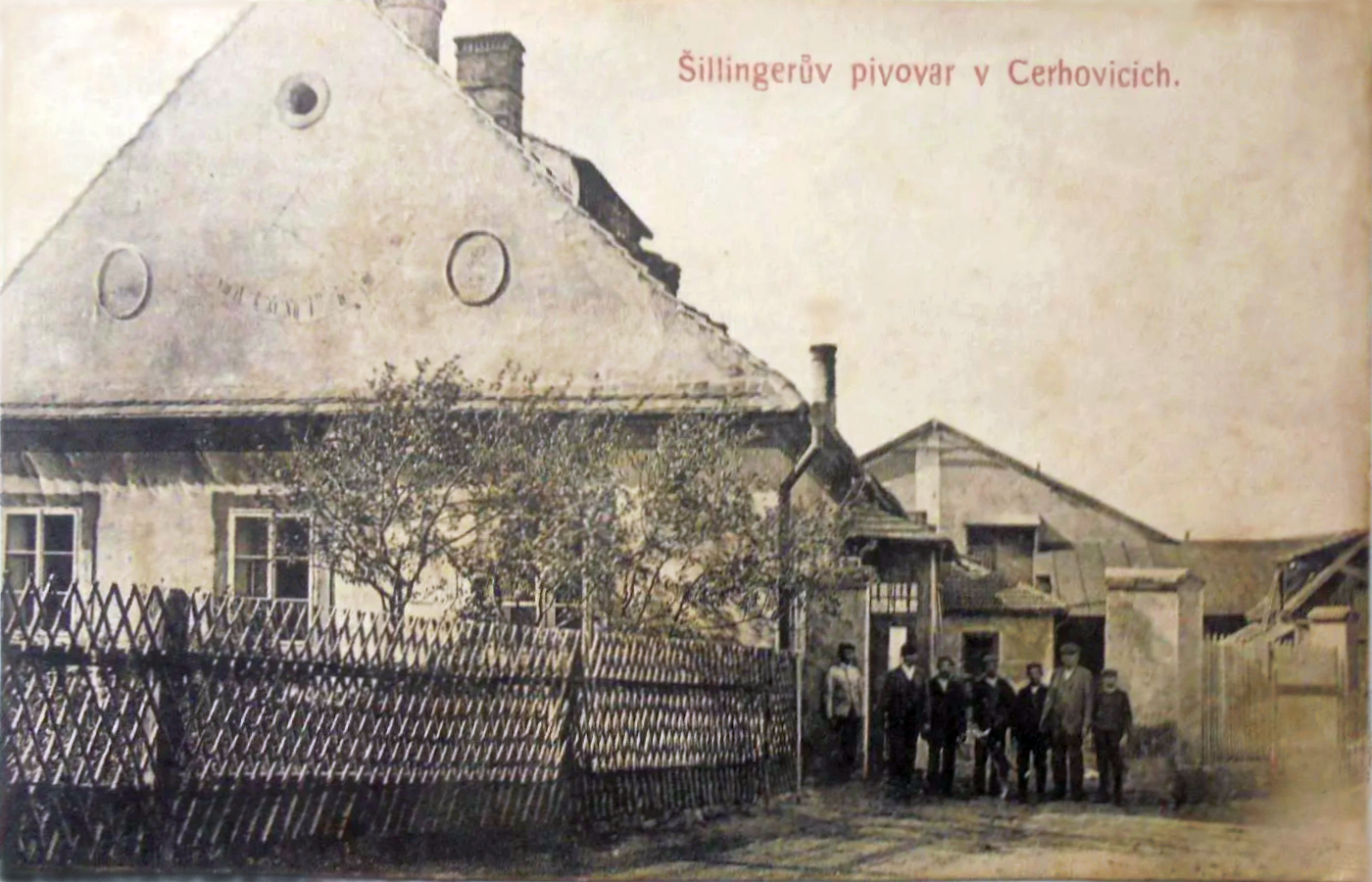
Šillingerův pivovar v Cerhovicích před první světovou válkou na dobové pohlednici

Dne 30. června 1942 se Vítězslav Dvořák vypravil z Plzně do Prahy na Smíchovské nádraží, aby zde vyzvedl (v úschovně uloženou) novou náhradní radiostanici. Gestapo jej ale v Praze sledovalo, takže při pokusu o její vyzvednutí byl před Národním divadlem zatčen a ihned podroben ostrému (intenzivnímu) výslechu. Gestapem „vytěžené“ informace posloužily k tomu, aby ještě týž den byla přepadena další vysílačka ÚVODU, pracující v pivovaru v Cerhovicích na Berounsku. Tuto vysílačku ukrýval odbojář Čeněk Šillinger. Ten byl při pokusu o útěk těžce zraněn a spáchal sebevraždu. Bývalý radiotelegrafista Sparty II František Peltán na útěku těžce zranil úředníka gestapa ale podařilo se mu uniknout do Plzně.

### Zatčení Václava Rusého a bratrů Linhartových
Řetězec neblahých událostí pokračoval 3. července 1942, kdy se do Prahy z Plzně vypravil MUC. Václav Rusý, aby zjistil příčinu zdržení JUC. Vítězslava Dvořáka–Adlera, aniž měl zprávu o jeho zatčení. Již při odjezdu z Prahy byl Václav Rusý sledován gestapem, ale podcenil situaci a nevšiml si toho. Při návratu z Prahy byl pak zatčen u východu z Plzeňského nádraží tak nečekaně, že ani nestačil použít zbraň nebo jed. Zatčení Rusého v Plzni sledoval i radiotelegrafista Otto Linhart, který na Rusého před nádražím čekal. Sám neodhalen zareagoval Otto dle zásad konspirace a okamžitě odjel do Strakonic, kde se ukryl na interním oddělení tamní nemocnice. Václav Linhart, který tou dobou v Plzni působil neuposlechl varování svého bratra Otty a byl zatčen následujícího dne (4. července 1942). V souvislosti s touto akcí byl v Praze zatčen (v červenci 1942) i další z bratrů Linhartových - Bedřich Linhart.

### Prozrazení schůzky v Kinského sadech
Zatčený Václav Rusý byl od 4. července 1942 vyslýchán v Petschkově paláci v Praze. Kriminální zaměstnanec pražského gestapa SS-Sturmscharführer Hans Siebert spolu s kriminálním zaměstnancem Aloisem Schmalstiegem završili svoje kruté výslechové postupy tím, že Rusému vymkli obě chodidla dozadu. Není divu, že nelidskými metodami vyslýchání zlomený Rusý prozradil čas (v noci z 11. července 1942 na 12. července 1942) a místo (Kinského zahrada v Praze) svojí schůzky s radiotelegrafistou Františkem Peltánem a JUDr. Rudolfem Marešem.

### Zatčení Františka Peltána a Rudolfa Mareše
Místo a ani čas schůzky s radiotelegrafistou Františkem Peltánem a MUC. Václavem Rusým ale JUDr. Rudolf Mareš nezměnil. V noci z 11. července 1942 na 12. července 1942 na místě schůzky v Kinského zahradě v Praze marně čekali Peltán s Marešem na Rusého u vchodu do Seminářské zahrady. Poté, co vytušili, že něco není jak má být, pokusili se uniknout, ale zjistili, že padli do léčky a jsou v obklíčení gestapa. Peltán zahájil střelbu, ale zakrátko byl sám zasažen (utrpěl průstřel hlavy). Další z výstřelů zasáhl Rudolfa Mareše do břišní krajiny. Na konci přestřelky zůstali Peltán i Mareš těžce raněni.

### Hromadné zatýkání členů plzeňského odboje
Na základě vynucených výpovědí při výslechu Vítězslava Dvořáka proběhla v noci na 4. července 1942 první vlna zatýkání. Další likvidace členů plzeňského odboje nastala 5. srpna 1942, kdy plzeňské gestapo v hromadném zátahu pozatýkalo 85 členů odboje. Šest z nich předešlo zatčení sebevraždou. Jen mizivý počet "ilegálů" se ale zachránil.

## Poprava

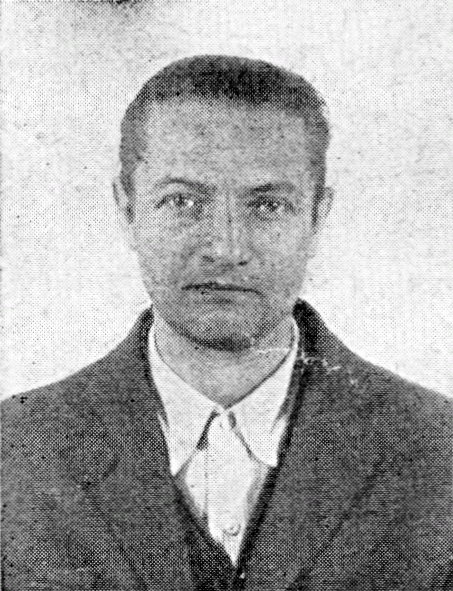
Vazební fotografie Miroslava Šáry (staršího) z Pankrácké věznice (rok 1944)

Vítězslav Dvořák byl popraven v pátek dne 20. října 1944 v 16:00 v sekyrárně Pankrácké věznice. Společně s ním byli téhož dne a prakticky ve stejnou hodinu (16:00) popraveni:
- JUDr. Rudolf Mareš (představitel YMCA, člen ÚVODu a PVVZ),[9]
- MUC. Václav Rusý (vedoucí osobnost ilegální organizace ÚVODu v západních Čechách),[9]
- Bedřich Linhart (tlumočník v Petschkově paláci pracující ve prospěch československého odboje)[9]
- a štábní kapitán Miroslav Šára (starší) (vedoucí odbojové skupiny KOS).[9]